# 艾伦·斯蒂芬森·博伊德
艾伦·斯蒂芬森·博伊德（Alan Stephenson Boyd，1922年7月20日—2020年10月18日），美国律师、政治家，美国民主党人，曾任美国运输部长（1967年-1969年）。
博伊德曾担任多家大型运输企业主管并在美国民用航空委员会、美国商务部和美国全国铁路客运公司等政府部门任职。

## 早期生活
博伊德出生于佛罗里达州杰克逊维尔，是克拉伦斯·博伊德和伊丽莎白·斯蒂芬森·博伊德的儿子，1941年毕业于佛罗里达大学。1942年，博伊德加入美国陆军航空兵。1943年4月3日，博伊德与弗莱维尔·朱厄妮塔·汤森结为夫妻，婚后育有一子马克·博伊德。1945年离开军队后，博伊德重返校园并于1948年在弗吉尼亚大学法学院获得法律博士学位。

## 职业生涯
博伊德在佛罗里达开始律师生涯，侧重运输工业相关规章的研究和探索。
1959年，博伊德被美国总统德怀特·艾森豪威尔任命进入美国民用航空委员会，后被约翰·F·肯尼迪提拔为主席。博伊德通过投供政府补贴以鼓励航空公司开辟小城市航线和规范机票降价等措施促进航空工业的发展。1965年，总统林登·约翰逊任命博伊德为美国商务部运输事务副部长，并加入组建美国运输部的筹备委员会。
1966年，整合政府多个运输相关部门而成的美国运输部成立，博伊德成为第一任运输部长。在任上，博伊德致力于机场、空中交通管制、汽车安全、驾驶员培训、酒精测试、公路美化计划（由时任第一夫人小瓢蟲·約翰遜提出）等诸多方面的工作，同时他还掌管控制着州际公路系统的基金会。博伊德曾推动鼓励民众乘坐火车的计划，但未能取得成功。
1969年，理查德·尼克松总统上台，博伊德离开运输部，成为伊利诺伊中央铁路主席直至1972年。由于该企业在博伊德任部长期间曾获得政府补助，联邦政府因此对其展开调查，但并未发现异常情况。此后，博伊德担任美国全国铁路客运公司主席直至1982年。1979年，博伊德成为一家位于华盛顿特区以新技术风险投资为主营的咨询公司的主席。

## 晚年生活
博伊德退休后回到佛罗里达，后搬迁至华盛顿州埃德蒙兹。
1994年，博伊德因在商业航空上的贡献而获得托尼·詹努斯奖。2009年，博伊德还获得了菲利普·J·克拉斯奖，以表彰其在航空事业上的终身成就。